# Ezer Weizman
Ezer Weizman (עזר ויצמן‎ în ebraică, Ezer se citește ca în limba română, n. 15 iunie 1924, Tel Aviv – d. 24 aprilie 2005) a fost un general și om politic israelian. A fost președinte al Israelului în perioada 13 mai 1993–13 iulie 2000.
În perioada iulie 1958–aprilie 1966, generalul Ezer Weizman a fost comandant al Forțelor Aeriene ale Israelului.